# Abracadabrella birdsville
Abracadabrella birdsville é uma espécie de aranha que pertence ao grupo das aranhas-saltadoras. Esta espécie, mais especificamente, é capaz de imitar moscas, o que ajuda a capturar sua presa.